# لیدی (فیلم کوتاه)
لیدی یک فیلم کوتاه کلمبیایی‌ست که در سال ۲۰۱۴ به کارگردانی سیمون مسا سوتو ساخته شد. فیلم در ژانر درام است و در جشنواره فیلم کن ۲۰۱۴ برنده نخل طلای فیلم کوتاه شده‌است.

## خلاصه داستان
لیدی با مادر و کودک نوزادش زندگی می‌کند. چند روز است که از دوست‌پسرش، الکسیس، خبری نیست. تا این که در یک صبح آفتابی، لیدی کودکش را حمام می‌کند و برای خرید موز سبز از خانه بیرون می‌رود. پسری به او می‌گوید که الکسیس را با دختر دیگری دیده‌است. لیدی تا زمانی که پدر فرزندش را پیدا نکند به خانه برنمی‌گردد.

## بازیگران
- الخاندرا مونتایا ویلا در نقش لیدی
- هکتور آلفردو اوره‌گو در نقش الکسیس